# Коэффициент задолженности
Коэффициент задолженности (англ. debt ratio) — соотношение активов компании, обеспеченных за счет заемных средств.

## Расчет
Коэффициент задолженности рассчитывается как отношение совокупных обязательств компании к ее совокупным активам (сумма текущих и основных средств компании, включая имидж компании).

{\displaystyle {\mbox{Коэффициент задолженности}}={\frac {\mbox{Совокупные обязательства}}{\mbox{Совокупные активы}}}}
К примеру, коэффициент задолженности компании, имеющей активов стоимостью в 2 млн долларов и обязательства стоимостью в 500 тысяч долларов, будет равна 25 %.

## Значение показателя
Данный коэффициент показывает ту часть активов компании, которые финансируются за счет заемных средств. Значение коэффициента, равного 0,5 или меньше, указывает на то, что компания в основном финансируется за счет собственных средств. О компании с высокой долей заемный средств в общей стркутуре активов говорят, что она имеет высокий леверидж. Чем выше данный показатель, тем выше риск, связанный с дальнейшим функционированием компании. Кроме того, высокое значение индикатора может также указывать на плохую способность компании приобретать заемные средства, что может поставить под удар финансовую гибкость компании (способность мобилизовать необходимые средства в случае нужды). Как и прочие финансовые показатели, коэффициент задолженности компании необходимо всегда сравнивать с его средним значением по данной отрасли либо со средним значением конкурирующих фирм.